# Северно море
Северно море је ивично море Атлантског океана смештено у басену између острва Велике Британије на југозападу и западу, јужног дела Скандинавског полуострва на истоку, те обала Данске, Немачке, Холандије и Белгије на југоистоку. Са Атлантским океаном је на северу повезано преко Норвешког мора, а на југу преко Ламанша док је преко Скагерака и Категата повезано са Балтичким морем на истоку.
Од севера ка југу протеже се дужином од око 970 км а у најширем делу широко је 580 км. Површина тако оивичене акваторије износи око 750.000 km². Просечна дубина је око 95 метара, а максимална до 700 метара. Салинитет му варира између 34 и 35 г/л и расте удаљавањем од обала. Због утицаја топле голфске струје његове обале се никада не мрзну. Источне и западне обале су доста разуђене што је последица утицаја ледничке ерозије док су на јужним обалама акумулиране велике наслаге глацијалних седимената. У Скандинавском делу обале планине се нагло спуштају ка мору и формирају бројне фјордове и архипелаге, а слично је и на обалама Шкотске. Западноевропски део обале је доста низак и мочваран уз бројне пешчане дине које се протежу дуж обала.
Највеће реке које се уливају у Северно море су: Лаба, Везер, Рајна, Меза, Темза.
Од давнина Северно море је имало велики привредни значај за становништво са његових обала почев од Викинга, преко Ханзеатске лиге до трговачких и освајачких база Британије, Холандије, Немачке.
Северно море данас карактерише изразито густ бродски саобраћај. Почетком шездесетих година 20. века у Северном мору су откривене резерве нафте и гаса са чијом експлоатацијом се кренуло почетком седамдесетих година 20. века. Године 2001. дневно је вађено 6 милиона барела (око милион тона) нафте и 280.000.000 m³ природног гаса.

## Географија

### Положај и пружање
Северно море се највећим делом простире на европском континенталном шелфу, осим маленог уског подручја у северном делу мора у близини Норвешке. Северно море је запљускује обалу Британских острва (Енглеска и Шкотска) на западу и многе северноевропске и средњоевропске земље као што су Норвешка (североисток), Данска (исток), Немачка (југоисток), Холандија (југ) те Белгија и Француска (југозапад).
На југозападу Северно море је преко Доверских врата повезано са каналом Ламанш, док је на истоку преко мореуза Скагерак и Категат повезано са Балтичким морем. На северу се широко отвара према Норвешком мору, као источном делу северног Атлантског океана. Осим очигледних граница на обалама околних држава, Северно море је од мореуза Скагерак ограничено замишљеном линијом почев од норвешког града Линдеснес до данског Ханстхолма. Северна граница мора према Атлантику је природно доста нејасно одређена. Традиционално, узима се замишљена линија од северне Шкотске преко Шетландских острва до норвешког Олесунда. Према споразуму Осло-Париз из 1962. ова граница се пружа нешто западније и северније дуж 5° западне дужине и 62° северне ширине на висини норвешког фјорда Гејрангер фјорд.
Пружање у смеру север-југ износи око 1.120 km од 50°56' С до 62 °CГШ. Највећа ширина од истока до запада износи 1.001 km од 4°26' ЗГД до 9°50' ИГД. Површина Северног мора износи око 575.000 km² уз просечну дубину од 94 метра, што даје приближну запремину воде од око 54.000 km³.

### Подела
За потребе риболова и праћења временских непогода, немачка поморска метеоролошка служба из Хамбурга условно је поделила Северно море на одређена подручја:
Западно Северно море од севера према југу:
- Викинг – источно од Шетландских острва
- Фортиес – источно од Шкотске
- Догер – између осталог подручје у близини прага Догер
- југозападно Северно море

Источно Северно море од севера према југу:
- Утсира – западно од норвешке обале, по истоименом острву
- Фишер – западно граничи са мореузом Скагерак
- Немачки залив – испред холандске, немачке и данске обале

## Притоке
Највеће реке које се уливају у Северно море су Лаба, Везер, Рајна, Меза и Темза.
- Делта Рајна-Меза (Холандија) 2900 m³/, од тога
  - кроз Ејселмер 555 m³/s
  - преко Рајне 2300 m³/s
  - преко Мезе 357
- Лаба (Доња Саксонија/Шлезвиг-Холштајн) 856
- Глома (Норвешка) 603
- Гота Елв (Шведска, Кларелвен Норвешка)[6]
- Везер (Доња Саксонија/Бремен) 358
- Драменселва (Норвешка) 314
- Хумбер (Енглеска) 250 m³/s, са заједничким Естуаром са рекама:
  - Трент 99 m³/s
  - Јоркширски Уз 44
- Теј (Шкотска) 170
- Отра (Норвешка) 150
- Сира (Норвешка) 130
- Шелда (Белгија/Холандија) 126
- Форт (Шкотска) 112
- Нумедалслоген (Норвешка) 111
- Твид (Шкотска и Енглеска) 85
- Емс (Доња Саксонија) 80,5
- Темза (Енглеска) 76

## Геологија
У геолошком смислу, Северно море је доста старо море. Његов настанак као и његове промене величине и облика могу се пратити у периоду од око 350 милиона година. У терцијару корито Северног мора је коначно потонуло. Међутим, данашњи облик добило је тек крајем посљедњег леденог доба прије око 11.000 година. Чак и данашње стање је само једна фаза у динамичном развоју Северног мора. Дугорочно се сматра да ће и даље расти ниво мора. Процењује се да је у посљедњих 7.500 година тај раст износио око 33 cm у једном веку (према средњем водостају током плиме мерено на немачкој обали). У 20. веку забележен је раст нивоа мора од 20 до 25 cm.
У посљедњем леденом добу, као и у претходним, велике количине воде су биле заробљене у леду ледника, тако да је у унутрашњости Скандинавије слој леда износио и до 3 km. Ниво Северног мора на врхунцу леденог доба налазио се око 120 метара испод данашњег нивоа, а обална линија се налазила око 600 км северно од данашње. У то доба велики делови Северног мора били су копно. Крајем последњег леденог доба ниво мора налазио се око 60 m испод данашњег просечног стања, при чему је обална линија била северно од данашњег прага Догер. Цело јужно подручје данашњег Северног мора било је копно (такозвана земља Догер), а европско копно и британска острва били су спојени у јединствену копнену масу. После тога вековима је растао ниво мора, при чему је брзина раста током времена била све мања.

### Облик
Северно море је шелфско море са просечном дубином од само 94 метра. Дно мора највећим делом заузима континентални шелф, тако да дубина расте од 25 м до 35 m у јужном делу на око 100 до 200 m на континенталном прагу између Норвешке и северно од Шетландских острва. Цели јужни део мора има највећу дубину од око 50 метара. Изузетак чини Норвешка бразда, на чијем најдубљем подручју је измерена дубина од 725 метара. Најплиће место поред обалних подручја налази се у подручју прага Догер. У јужном делу мора налазе се и бројни песковити плићаци.
Северно море се уопштено може поделити на плитки јужни део, централно Северно море, северно Северно море и Норвешку бразду са прелазом у Скагерак. У јужном Северном мору у каналу Ламанш прелази се кроз Доверска врата. Јужни залив се налази испред обала Холандије и Белгије, а Немачки залив укључујући и Хелголандски залив налази се испред немачке обале. Подручје плитких вода Догеровог прага чини разграничење Немачког залива од централног мора. Ваденско море пружа се дуж јужне обале од Ден Хелдера у Холандији, преко целе немачке северноморске обале све до Есбјерга у Данској.
Плитка зона Догеровог прага је величине као пола Холандије са дубином између 13 м до највише 20 метара. Она је позната као место за риболов, а при великим олујама овдје чак долази до ломљења таласа. Норвешка брадза са просечном дубином између 250 и 300 m, а на прелазу према Скагераку и до 725 m, игра значајну улогу за размену воде са Балтичким морем и остатком Атлантика. Дуж Норвешке бразе тече Норвешка струја, преко већег дела Северног мора даље у Атлантик. Осим тога туда пролази и већи дио струја које потичу из Северног мора према северу. У централном делу мору, око 200 km источно од шкотског града Данди налазе се друге бразде познате као Ђавоља рупа. Неколико километара дуге бразде иду у распону од око 90 метара дубине до дубине око 230 m. Доверска врата досежу дубину од око 30 m, морско дно према западу се спушта те на крају Ламанша досеже до 100 m. Између Холандије и Велике Британије дубине износе од 20 до 30 m, док испред фризијске обале досежу и до 45 метара.

## Хидрологија

### Основни подаци
Садржај соли у морској води зависи од места и годишњег доба а креће се од 15 до 25 промила у близини речних ушћа те од 32 до 35 промила у северном делу мора. Температура мора љети може достићи 25 °C а зими до 10 °C. При томе температура често јако варира у зависности од утицаја Атлантског океана, од дубине мора, а највише од морских струја. У дубљем, северном делу мора, у једном подручју јужно и источно од Шетландских острва, температура Северног мора је током целе године готово константна на 10 °C због уласка атлантских вода. Са друге стране, врло плитке воде Ваденског мора имају знатне температурне осцилације па током врло оштрих и хладних зима може доћи и до формирања леда.

### Кружење воде
Размена слане воде у Северном мору одвија се кроз канал Ламанш и дуж шкотске и енглеске обале из Атлантика у Северно море. Највећи унос слатке воде у Северно море су реке које се уливају у Балтичко море, а чија вода доспева у Северно море преко Скагерака. Реке које се уливају директно у Северно море имају укупан слив од око 841.500 km² и годишње допремају од 296 до 3454 km³ слатке воде у море. Реке које се уливају у Балтик имају укупан слив од 1.650.000 km², што је готово двоструко више, а носе годишње око 470 km³ слатке воде.
Дуж данске и норвешке обале у Атлантски океан се враћа Норвешка струја из Северног мора. Она се углавном креће по дубини од 50 до 100 m. Слане воде Балтичког мора и свежа вода из фјордова и Северног мора дају овој струји релативно низак салинитет. Део топлијих вода које долазе из Атлантика окрећу се дуж Норвешке струје и дају одређену топло језгро у водама. Зими ова струја има температуру од 2 до 5 °C, док салинитет износи мање од 34,8 промила. Атлантска вода у Северном мору одвојена фронтом је, за разлику од Норвешке струје, нешто топлија до 6 °C, а салинитет јој износи више од 35 промила.
У периоду од једне до две године, целокупна вода у мору се потпуно замени. Унутар мора могу се распознати јасни водени фронтови који се разликују у температури, салинитету, количини храњивих материја и количини загађења, што се много лакше запажа лети него зими. Највећи водени фронтови су фризијски фронт, који одваја воду из Атлантика од воде из Ламанша, те дански фронт, који одваја приобалне воде од централног дела мора. Вода из ушћа великих река врло споро прелази у Северно море. Слатке воде из Рајне и Лабе, на пример, могу се приметити све до северозападне обале Данске у односу на морску воду. Утицаји уноса материја из река и атмосфере на циркулацију воде могу се проценити комплексним сценаријима само помоћу модерних нумеричких метода.

### Плима и осека
Плиму и осеку у Северном мору изазивају плиме и осеке северног Атлантика, јер је само Северно море релативно плитко и мало да би се на њему формирала значајнија плима. Плима и осека се мењају у ритму од по 12 сати и 25 минута. Тачније, временски период између два циклуса плиме и осеке по правилу износи 24 h 50 min. Плимни таласи изазивају Кориолисов ефекат на источној обали Шкотске и Енглеске у праву југа те након 10 до 11 сати након Шкотске долазе до Немачког залива. При томе они два до три пута достижу амфидромску тачку. Једна од тих тачака се налази врло близу Доверских врата. Оне настају због плимних таласа који улазе преко Ламанша те утичу на плиму и осеку у уском појасу Ден Хуфден у јужном заливу између јужне Енглеске и Белгије и Холандије. Ако се узме у обзир ова тачка, плимни таласи од северне Шкотске до Боркума путују око 12 сати дуже. Обе друге амфидромске тачке налазе се близу обале јужне Норвешке и на линији између јужне Данске и јужне Шкотске преко Јитландског гребена са координатама 55° 25' S, 5° 15' I. Оне чине јединствено поље око којих се дешавају плиме и осеке.
Разлика између плиме и осеке у јужној Норвешкој износи мање од пола метра, међутим повећава се удаљеношћу неке обале од амфидромске тачке. Ниске обале и левкаста сужења повећавају ову разлику. Највећа разлика између плиме и осеке је на енглеској обали у заливу Вош, где разлика досеже и до 6,8 метара. Због интерференци са плимним таласима из Ламанша на холандској обали код Ротердама јавља се недостатак воде а код Ден Хелдера периодично се јављају двовршне или тровршне поплаве. На немачкој обали разлика између плиме и осеке у зависности од облика и положаја обале износи од 2 до 4,5 метра. Испред обале Јиланда разлике се смањују те до мореуза Скагерак и Категат плимни валови нестају.
У плитким подручјима, не само у Немачком заливу, стварна разлика плиме и осеке је знатно под утицајем других фактора као што су положај обале и претежни ветрови или олује (олујна плима). У подручјима ушћа река плимни таласи могу повећати плимне нивое река и изазвати или појачати ефекте плимне поплаве.

## Значај
Јужна обала мора је врло густо насељена и у складу с тим врло је привредно развијена. У подручју обале дугом око 150 км живи око 80 милиона људи, од чега је готово сво становништво Белгије и Холандије, већином у урбаним насељима и градовима. У овим обалним подручјима густина насељености по квадратном километру износи преко 1.000 становника. Одсечак обале између Хамбурга и Брисела је јако индустријализиран. Овде се налази и неке од највећих концентрација тешке индустрије у свету.

### Политички статус
Иако је фактичка контрола над Северним морем била одлучујућа за превласт над северозападном Европом још од времена Викинга, од првог Енглеско-холандског поморског рата 1652-1654 оно је постало питање светске политике. Све до почетка Другог светског рата, Северно море правно није припадало ником, осим што су пограничне државе присвајале само уски приобални појас под свој суверенитет. Међутим, у последњих неколико деценија ситуација се драстично променила. Државе које излазе на обалу Северног мора имају претензију на такозвану зону од 12 mi (19 km). Морска граница ове зоне чини и границу територије тих држава. Површина мора унутар државне територије спада у подручје државних вода и државних водених путева.
У зони од 12 mi (19 km), северноморске државе задржавају ексклузивно право на риболов. Међутим, током такозваних бакаларских ратова, Исланд се изборио да његова међународна зона за риболов буде 200 mi (320 km), чему су се придружиле и државе ЕУ, тако да је Северно море практично затворено у односу на друге државе. Риболов је ограничен на државе ЕУ и Норвешку, док све остале државе морају потписати посебни споразум. Координација између држава регулирана је Заједничком политиком о риболову ЕУ као и уговорима између ЕУ и Норвешке. Након што су испод дна Северног мора откривене залихе нафте и гаса, Норвешка је узела себи за право претензије у складу са Женевским конвенцијама о територијалном мору и спољном појасу, а недуго затим следиле су је и друге државе. Дно Северног мора је подељено такође принципом средњих линија, према замишљеним средњим линијама између две приобалне државе. Само је између Холандије, Немачке и Данске дно мора другачије подељено, након дуготрајнијих сукоба и након пресуде Међународног суда правде. Пошто би Немачка због своје географске позиције у супротном имала врло мали део дна у односу на своју линију обале, у немачку економску спада и још једно поље, такозвана зона пачији кљун.

### Сировине
Геолози су 1958. године открили у близини градића Слохтерена у холандској провинцији Гронинген поље земног гаса. Сматрало се да постоје друга поља испод морског дна у Северном мору, међутим у то доба нису била дефинирана јасна права власништва на отвореном мору. Пробна бушења почела су 1966, а већ 1969. Phillips Petroleum Company открила је у норвешком сектору поље Екофиск, у то доба једно од 20 највећих нафтних поља на свету, које се одликује нафтом врло сиромашном сумпором. Прве комерцијалне количине почеле су се црпити 1971. године. Нафта из поља Екофриск се првобитно превозила танкерима, а 1975. је направљен нафтовод до енглеског Кливленд те 1977. други нафтовод до немачког Емдена. Већи значај за нафтне компаније ове резерве су добиле након нафтних криза 1970-их, кад су цене нафте на светском тржишту довеле до повећања исплативости улагања у ове резерве. Током 1980-их и 1990-их уследила су открића нових нафтних поља испод Северног мора. Иако су трошкови њене производње врло високи, добијена нафта има врло висок квалитет, што уз чињенице да околна регија има репутацију јаке политичке и сигурносне стабилности и да су у близини развијене земље западне Европе, дају овом подручју велики економски значај.
У међувремену, до данас у Северном мору постоји око 450 нафтних платформи, чиме је Северно море најважније поморско нафтно подручје. Већина платформи се налази у британском сектору Северног мора, а након њих су платформе у норвешком, холандском и данском сектору. Британски и норвешки сектор поред тога имају и највеће резерве нафте. Процене полазе од тога да се само у норвешком сектору налази око 54 посто нафтних и 45% резервни природног гаса. Значајна нафтна поља, поред Екофиска су такође норвешко поље Статфјорд чије је прикључење на нафтовод захтевало прелазак нафтовода преко Норвешке бразде. Норвешка државна нафтна компанија Статоил, у складу са норвешким законом, задржава најмање 50% удела у нафтним пољима која се налазе у норвешком сектору. Највеће поље природног гаса у Северном мору је поље Трол. Оно се налази у Норвешкој бразди на дубини од 345 метара, те су учињени велики напори да се до њега дође и почне црпити гас. Једна од платформи висока 472 м и тешка 650 хиљада тона је највећа приобалска платформа и највећи објекат који је човек икада транспортовао.
Врхунац експлоатације досегнут је 1999. године када се дневно добијало готово 6 милиона барела нафте (950.000 m³) и 280 милиона m³ земног гаса. Међутим, до данас је дно Северног мора толико истражено, да се готово не очекује да ће у њему бити неких већих открића нових залиха. Готово сви светски произвођачи нафте учествују у њеној експлоатацији са дна Северног мора. У посљедњих неколико година неки већи светски нафтни концерни као што су Shell и BP обуставили су вађење нафте у Северном мору а количина добијене нафте од 1999. године до данас је у сталном паду због све мањих резерви. Цена нафте типа brent crude, једне од првих сорти нафте која се добијала из Северног мора, и данас служи као стандард и успоредба на тржишту нафте у Европи, Африци и Блиском истоку.
Осим експлоатације нафте и гаса, приобалне државе са дна Северног мора сваке године ваде неколико милиона кубних метара песка и шљунка. Они се највише користе у грађевинарству, за насипање плажа песком као и за заштиту обалног појаса. Највећи корисник песка у 2003. биле су Холандија (око 30 милиона m³) i Danska (oko 10 miliona m³ у подручју Северног мора). Према подацима из 2005. Немачка је из Северног мора извадила 740.000 m³ песка и шљунка.

### Туризам
На обалама и плажама Северног мора туризам је умерено развијен. Туристички привлачне су углавном белгијска, холандска, немачка и данска обала. У Великој Британији такође постоји неколико туристичких места на северноморској обали. Морски туризам у Енглеској концентриран је углавном на обалу Ламанша.
Због сталних и јаких вјетрова међу туристима су омиљени водени спортови једрење и сурфање на ветру. Међутим због јаких плима и бројних плитких подручја у близини обала, подручје Северног мора је доста захтевније за једрење од Балтичког или Средоземног мора, тако да у његове воде залази знатно мањи број једрилица.